# Saint-Jean-de-Brébeuf
Saint-Jean-de-Brébeuf är en kommun i provinsen Québec i Kanada. Den ligger i regionen Chaudière-Appalaches, i den sydöstra delen av landet, 300 km öster om huvudstaden Ottawa.